# Piero Degli Antoni
Piero Degli Antoni (Bergamo, 22 febbraio 1960) è uno scrittore e giornalista italiano.

## Biografia
Nato a Bergamo nel 1960, vive e lavora a Milano.
Giornalista dal 1979, cura le pagine dello spettacolo per il Quotidiano nazionale.
Tradotto in Francia, Spagna, Germania, Olanda, Serbia, Russia, Corea e Stati Uniti, è autore di una decina di romanzi che spaziano dall'umoristico al thriller.
Nel 2007 ha ricevuto il Premio Azzeccagarbugli per La notte di Peter Pan, mentre La verità è un'altra è stato insignito del Premio Fenice-Europa nel 2003.

## Opere

### Romanzi
- Gli uomini preferiscono le donne, Milano, Bompiani, 1998 ISBN 88-452-3594-7
- Sarò sincero, Milano, Bompiani, 2000 ISBN 88-452-4326-5
- La verità è un'altra, Roma, Fazi, 2002 ISBN 88-8112-365-7
- L'udienza è tolta, Roma, Fazi, 2004 ISBN 88-8112-578-1
- Ghiaccio sottile, Milano, Rizzoli, 2005 ISBN 88-17-00917-2
- La notte di Peter Pan, Milano, Rizzoli, 2007 ISBN 88-17-01513-X
- Quel che non è stato, Milano, Feltrinelli, 2008 ISBN 978-88-07-70198-6
- Blocco 11: il bambino nazista, Roma, Newton Compton, 2010 ISBN 978-88-541-2136-2
- Il segreto dei porporati, Milano, Sperling & Kupfer, 2013 ISBN 978-88-200-5510-3
- Ti porterò nel buio, Milano, Sperling & Kupfer, 2015 ISBN 978-88-200-5830-2

### Antologie
- Gente di Bergamo: 20 racconti d'autore, Azzano San Paolo, Bolis, 2015 ISBN 978-88-7827-282-8